# Prințesa Victoria Alexandra a Regatului Unit
Prințesa Victoria (6 iulie 1868 – 3 decembrie 1935), a fost membru al familiei regale britanice, al patrulea copil și a doua fiică a regelui Eduard al VII-lea al Regatului Unit și a reginei Alexandra a Danemarcei. A fost sora mai mică a regelui George al V-lea.

## Date biografice

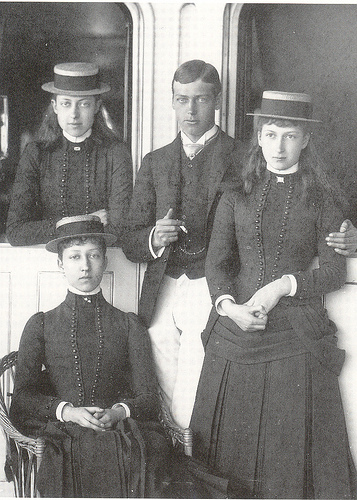
Viitorul rege George al V-lea împreună cu surorile sale Louise, Victoria și Maud, 1882-1885

Prințesa Victoria s-a născut la 6 iulie 1868 la Casa Marlborough, Londra. Tatăl ei a fost Prințul Albert Eduard, Prinț de Wales (mai târziu regele Eduard al VII-lea), fiul cel mare al reginei Victoria și al Prințului Albert de Saxa-Coburg-Gotha. Mama ei era Alexandra, Prințesă de Wales (născută Prințesa Alexandra a Danemarcei), fiica regelui Christian al IX-lea al Danemarcei și a reginei Louise de Hesse-Cassel. În familie i se spunea Toria.
A fost botezată la Casa Marlborough la 6 august 1868 de episcopul Londrei, Archibald Campbell Tait, iar nașii au fost: bunica paternă regina Victoria, Țarul Alexandru al II-lea al Rusiei, Țareviciul Rusiei, Prințul Arthur (unchiul patern), Prințul Ludwig (cumnatul tatălui său), Prințul George de Hesse-Cassel (unchiul mamei sale), regina Olga a Greciei (cumnata mamei sale), Regina mamă a Danemarcei, Marea Ducesă de Mecklenburg-Strelitz, verișoara reginei Prințesa Francis de Teck și Prințesa Frederick Augustus de Anhalt-Dessau. 
Prințesa Victoria de Wales a fost educată de tutori și și-a petrecut copilăria la Casa Marlborough și Casa Sandringham. Prințesa a fost în mod particular apropiată de fratele ei, viitorul rege George al V-lea.
Deși a avut câțiva pețitori, Prințesa Victoria nu s-a căsătorit niciodată și nu a avut copii. Se crede că mama ei, Alexandra, a descurajat-o să se căsătorească. Ea a rămas o companioană pentru părinții ei, în mod particular pentru mama ei, cu care a locuit până la decesul reginei Alexandra în 1925. Apoi, Prințesa s-a stabilit la casa ei din Coppins în Buckinghamshire. I-a plăcut viața la țară și a devenit președintele onorific al Societății horticole din Iver.
Prințesa Victoria a murit în casa sa în decembrie 1935. Decesul ei l-a afectat puternic pe regele George al V-lea, care a murit o lună mai târziu.